# Arcawinangun
Arcawinangun is een bestuurslaag in het regentschap Banyumas van de provincie Midden-Java, Indonesië. Arcawinangun telt 12.177 inwoners (volkstelling 2010).